# Yacine Boulaïnceur
Yacine Boulaïnceur est un footballeur algérien né le 11 février 1983 à Timezrit (Béjaïa). Il évoluait au poste d'attaquant.
Il est l'oncle du footballeur, Rafik Boulaïnseur.

## Biographie
Yacine Boulaïnceur évolue en Division 1 avec les clubs de la JSM Béjaïa, du WA Tlemcen, de l'US Biskra, du CA Bordj Bou Arreridj, et du MSP Batna.
Il dispute notamment 78 matchs en première division algérienne entre 2002 et 2005, inscrivant 16 buts.

## Palmarès
- Accession en Ligue 1 en 2006 avec l'US Biskra.
- Accession en Ligue 1 en 2008 avec le MSP Batna.